# Свидница (гмина, Свидницкий повет)
Свидница (пол. Świdnica) — сельская гмина (волость) в Польше, входит как административная единица в Свидницкий повет (Нижнесилезское воеводство) (с 1973 года), Нижнесилезское воеводство (с 1975 по 1998 год находилась в составе Валбжихского воеводства). Население — 15 227 человек (на 2004 год).
На территории гмины находится заповедник Езёрко-Дайси (пол. Rezerwat przyrody Jeziorko Daisy).

## Сельские округа
1. Боянице
2. Болесцин
3. Буркатув
4. Быстшица-Гурна
5. Быстшица-Дольна
6. Верушув
7. Вилькув
8. Виснёва
9. Витошув-Гурны
10. Витошув-Дольны
11. Гоголув
12. Гродзище
13. Завишув
14. Злоты-Ляс
15. Коморув
16. Кшижова
17. Кшчонув
18. Любахув
19. Лютомя-Гурна
20. Лютомя-Дольна
21. Маковице
22. Мала-Лютомя
23. Милохув
24. Модлишув
25. Мокшешув
26. Негошув
27. Опочка
28. Панкув
29. Погожала
30. Пшенно
31. Слотвина
32. Стаховице
33. Стаховички
34. Сулиславице
35. Ягодник
36. Якубув